# La Reine de Saba
La Reine de Saba é um curta-metragem francês de 1913, dirigido por Henri Andréani, baseado na história da Rainha de Sabá e do seu suposto romance com o rei Salomão.

## Sinopse
Conhecida a reputação do rei Salomão em toda a terra conhecida à época, Balqis, rainha de Sabá, partiu para Jerusalém com uma grande escolta e carregando especiarias, ouro e pedras preciosas. Salomão a recebeu regiamente. Horam concebeu a intimidade deles com um ciúme tão violento que se matou aos pés do o seu ídolo. No entanto, os elementos de desordem que eclodiram no reino de Sabá, Balqis e Salomão separaram-se.

## Elenco
- Gabrielle Robinne - Balqis, rainha de Sabá
- René Alexandre - rei Salomão
- Madeleine Roch